# Контроне
Контроне (итал. Controne) — коммуна в Италии, располагается в регионе Кампания, в провинции Салерно.
Население составляет 924 человека (2008 г.), плотность населения составляет 134 чел./км². Занимает площадь 7 км². Почтовый индекс — 84020. Телефонный код — 0828.
Покровителями коммуны почитаются святитель Николай Мирликийский, празднование 6 декабря, и святитель Донат из Ареццо, празднование 7 августа.

## Демография
Динамика населения:

## Администрация коммуны
- Официальный сайт: http://www.comune.controne.sa.it